# Salvation (álbum)
Salvation es el tercer álbum de la banda sueca de post-metal Cult of Luna lanzado a través de Earache Records en el año 2004; on October 4 in Europe, and October 10 in the United States.
Se grabó un video para la canción "Leave Me Here", dirigido por Anders Forsman y Linus Johansson. Fue emitido por primera vez el 30 de abril de 2005 en MTV2 y Fuse TV.

## Lista de canciones
Todas escritas por Cult of Luna.

| N.º | Título            | Duración |  |
| 1.  | «Echoes»          | 12:30    |  |
| 2.  | «Vague Illusions» | 10:14    |  |
| 3.  | «Leave Me Here»   | 7:15     |  |
| 4.  | «Waiting for You» | 10:47    |  |
| 5.  | «Adrift»          | 7:19     |  |
| 6.  | «White Cell»      | 5:40     |  |
| 7.  | «Crossing Over»   | 8:32     |  |
| 8.  | «Into the Beyond» | 11:26    |  |

## Créditos
Cult of Luna
- Thomas Hedlund – batería, percusiones
- Andreas Johansson – bajo
- Magnus Lindberg – percusión, mezclas, producción
- Erik Olofsson – guitarra, arte y diseño
- Johannes Persson – voz, guitarra
- Klas Rydberg – voz
- Anders Teglund – teclado

Personal adicional
- Per Gustafsson - diseño gráfico
- Pelle Henricsson – masterización
- Anna Ledin – fotografía